# Eva Sršen
Eva Sršen, née en 1951 à Ljubljana (alors en Yougoslavie), est une chanteuse slovène.
Elle est notamment connue pour avoir représenté la Yougoslavie au Concours Eurovision de la chanson 1970 à Amsterdam avec la chanson Pridi, dala ti bom cvet.

## Biographie
Eva Maria Sršen naît en 1951 à Ljubljana, en Slovénie. Elle commence à chanter dès l'âge de 5 ans. Elle représente la Yougoslavie au Concours de l'Eurovision 1970 avec sa chanson "Pridi Dala ti bom
svet".